# Ренар, Александр-Шарль
Алекса́ндр-Шарль-Альбе́р-Жозе́ф Рена́р (фр. Alexandre-Charles-Albert-Joseph Renard; 7 июня 1906, Авилен, Франция — 8 октября 1983, Париж, Франция) — французский кардинал. Епископ Версаля с 19 августа 1953 по 28 мая 1967. Архиепископ Лиона с 28 мая 1967 по 29 октября 1981. Кардинал-священник с 26 июня 1967, с титулом церкви Сан-Франческо-ди-Паола-аи-Монти с 29 июня 1967 по 24 марта 1976. Кардинал-священник с титулом церкви Сантиссима-Тринита-аль-Монте-Пинчо с 24 марта 1976.